# Enrique Cabaleiro González
Enrique Cabaleiro González, nascido em Tui, é um advogado e político galego do PSdeG-PSOE.

## Trajetória
Licenciado em Direito. É funcionário de prisões. Foi concelheiro do meio ambiente em Salceda de Caselas. Nas eleições municipais de 2015 encabeçou a candidatura do PSdeG-PSOE para a alcaldia de Tui e foi eleito alcaide com o apoio da Alternativa Tudense, Son de Tui, BNG, Converxencia 21 e Alternativa Popular de Tui.